# Simón Bolívar (Oper)
Simón Bolívar ist eine Oper in zwei Akten (Prolog, 14 Szenen und Coda) der schottischen Komponistin Thea Musgrave, die auch das Libretto schrieb. Das Werk entstand in den Jahren 1989 bis 1992 und wurde am 20. Januar 1995 an der Virginia Opera in Norfolk unter dem Dirigenten Peter Mark uraufgeführt. Die europäische Erstaufführung fand am 31. März 1995 am Theater Regensburg unter Leitung von Hilary Griffiths statt. Die Handlung spielt im nördlichen Südamerika, vom Ende des 18. Jahrhunderts bis 1820, und beschreibt verschiedene Stationen im Leben des südamerikanischen Unabhängigkeitskämpfers Simón Bolívar. Originalsprache der Oper ist Englisch, es existiert eine Übertragung ins Deutsche von Claus H. Henneberg und Hilary Griffiths, die Übertragung ins Spanische besorgte Lillian Garrett-Groag.

## Musik
Simon Bolivar ist Thea Musgraves achte Oper. Das Spektrum der musikalischen Mittel, Formen und Stilrichtungen ist in dieser Oper sehr weit gefächert. An Giacomo Puccini erinnernde, neoromantische und lyrische Anklänge und tonale Melodien stehen im Kontrast zu polytonalen und atonalen Sätzen und sogar Takten, die der Aleatorik nahestehen. Auch Cluster und elektronische Klänge werden nicht ausgespart.
So tritt zu einem „normalen“ Opernorchester mit einem Schwerpunkt auf der Schlagzeuggruppe und ungewöhnlich vielen tiefen Instrumenten ein Synthesizer, eine Windmaschine und verschiedene Tonbänder.
Zudem verwendet Musgrave einige originale Lieder bzw. Tänze aus Südamerika zu Bolivars Zeit (Ballszene im 1. Akt). So stößt man auf eine Galerone, ein Trinitaria, eine Pavane und eine Tirana. Sogar ein originales Lied der Inka in der Quechua-Sprache, das sein Kindermädchen für den kleinen Bolivar singt, ist integriert.
Auch im Bezug auf den Gesang nutzt die Komponistin alle Möglichkeiten der zeitgenössischen Musik aus: Arioso und Rezitativ gehören ebenso zum Repertoire wie Deklamation, Sätze mit festen Tonhöhen und freiem Rhythmus oder umgekehrt mit freien Tonhöhen und festem Rhythmus, und sogar rein Gesprochenes ist vorhanden, zum Beispiel am Schluss, als Bolivar seinen berühmten „Brief an das Volk“ diktiert.
Auch die Form integriert Bekanntes ins Neue: So gibt es unter anderem auch Arien, Duette und Ensembles mit Chor.